# Wanda Hendrix
Wanda Hendrix, nome completo Dixie Wanda Hendrix (Jacksonville, 3 novembre 1928 – Burbank, 1º febbraio 1981), è stata un'attrice statunitense.

## Biografia
Nata a Jacksonville (Florida) da Max Sylvester Hendrix e Mary Eliza Bailey, Wanda Hendrix iniziò la carriera subito dopo aver conseguito il diploma, frequentando il Jacksonville Little Theatre, dove fu notata da un talent scout della Warner Bros.
Appena diciassettenne, fece il suo debutto cinematografico nel film L'agente confidenziale (1945), accanto a Charles Boyer e Lauren Bacall, e nella seconda metà degli anni quaranta ebbe ruoli sempre più consistenti in pellicole di diverso genere, come il drammatico Smarrimento (1947), con Kent Smith e Ann Sheridan, il poliziesco Fiesta e sangue (1947), al fianco di Robert Montgomery,  le commedie Benvenuto straniero! (1947), accanto a Bing Crosby, e I cari parenti (1948), in cui recitò con John Lund e Barry Fitzgerald.
Nel 1949 raggiunse l'Italia per recitare quale protagonista femminile nell'avventura in costume Il principe delle volpi, accanto a star del calibro di Tyrone Power e Orson Welles. Il suo ruolo fu quello della bella Camilla Verano, moglie del governatore di una città che il bieco Cesare Borgia (Welles) intende conquistare e che si innamora di Andrea Orsini (Power), prima uomo di fiducia di Borgia, poi suo acerrimo nemico.
Nel 1950 interpretò il ruolo della baronessa Giulia de Greffi ne La spia del lago, al fianco di Alan Ladd, dopodiché apparve nel western Sierra (1950), nel quale lavorò accanto a Audie Murphy, il veterano della seconda guerra mondiale divenuto star del cinema western, con cui all'epoca era sposata. Nello stesso anno recitò a fianco di Edmond O'Brien nella commedia L'ammiraglio di Walla Walla (1950).
Nella prima metà degli anni cinquanta, la carriera cinematografica della Hendrix aveva già imboccato la parabola discendente. Le sue apparizioni sul grande schermo in quel periodo furono prevalentemente legate a film d'avventura e western a basso budget, come Il ribelle dalla maschera nera (1952), Giustizia di popolo (1952), Il mare dei vascelli perduti (1954), Gli sterminatori della prateria (1954), e polizieschi come L'ultima resistenza (1953) e FBI operazione Las Vegas (1954).

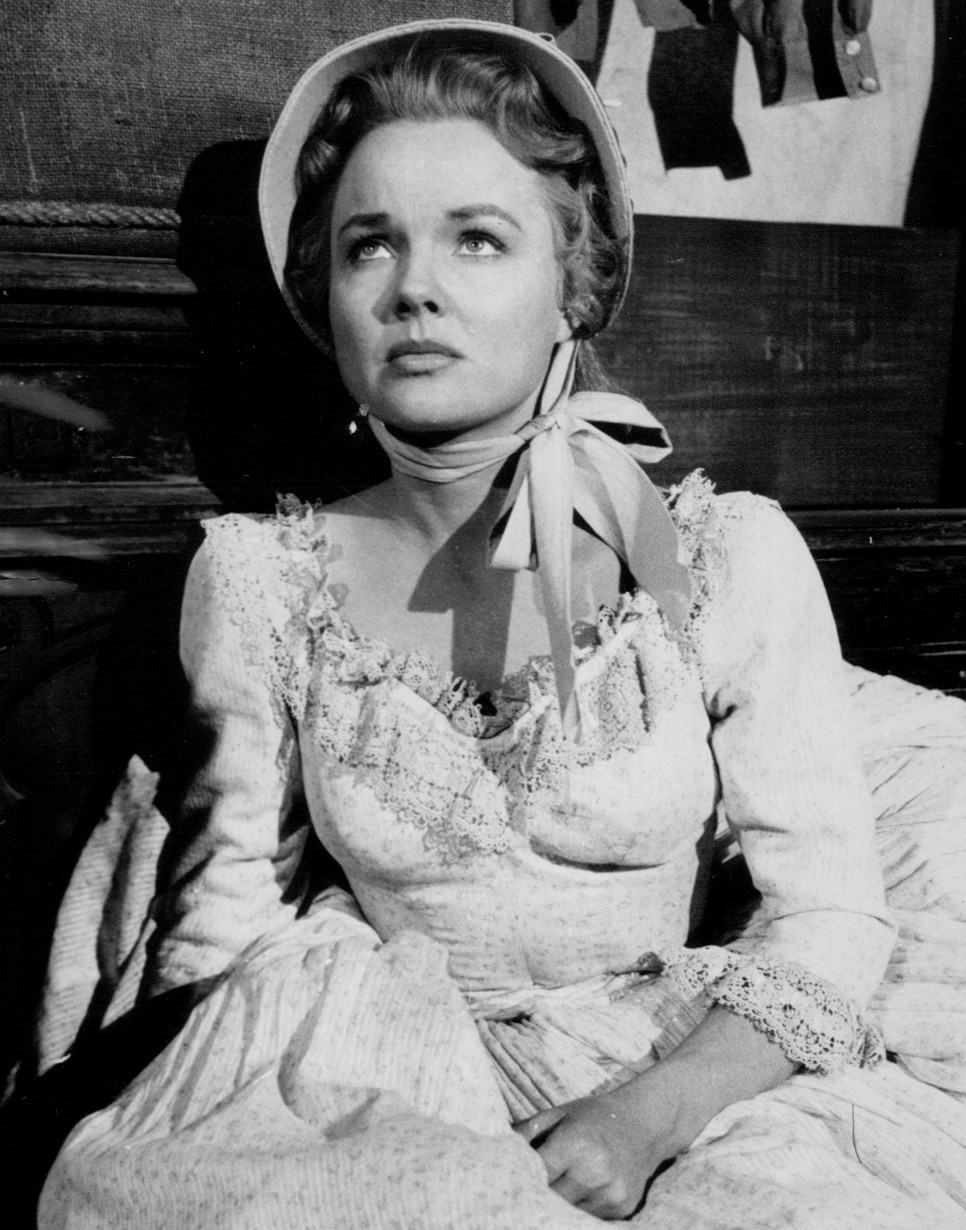
Wanda Hendrix nel telefilm Carovane verso il West (1958)

Dalla seconda metà del decennio, l'attrice si dedicò prevalentemente alla televisione, per la quale lavorò a fasi alterne per il resto della sua carriera. Già apparsa in alcune note serie antologiche come The Ford Television Theatre (1952-1953) e Climax! (1957), la Hendrix recitò in singoli episodi di telefilm quali Carovane verso il West (1958), e Bat Masterson (1960), per tornare al cinema nella prima metà degli anni sessanta con i western Johnny Cool, messaggero di morte (1963) e Duello a Thunder Rock (1964).
Nell'ultimo periodo della carriera, l'attrice apparve ancora in un episodio di Io e i miei tre figli (1967), popolare serie per ragazzi interpretata da Fred MacMurray, nella situation comedy Vita da strega (1971) e nella serie poliziesca Sulle strade della California (1974), che segnò il suo definitivo addio alle scene.

## Vita privata e morte
Il primo matrimonio della Hendrix con l'attore Audie Murphy durò poco più di un anno, dal febbraio 1949 all'aprile 1950, e fu compromesso dalle precarie condizioni psichiche di Murphy, all'epoca ancora sofferente per un disturbo post traumatico da stress conseguente al servizio attivo prestato nella fanteria U.S.A. durante la seconda guerra mondiale, servizio durante il quale Murphy si era distinto per l'eroico comportamento che ne aveva fatto il più celebre eroe di guerra americano e il soldato più decorato del Texas.
Dopo il divorzio da Murphy, nel 1954 la Hendrix si risposò con James Langford Stack Jr., fratello dell'attore Robert Stack, dal quale divorziò nel 1958. Il terzo matrimonio con l'italoamericano Steve Lamonte, executive di una compagnia petrolifera, durò dal giugno 1969 al novembre 1980. Non ebbe figli.
Colpita da una grave forma di polmonite, l'attrice morì a Burbank (California) il 1º febbraio 1981, all'età di 52 anni. Fu sepolta al Forest Lawn Cemetery di Hollywood Hills.

## Filmografia

### Cinema
- L'agente confidenziale (Confidential Agent), regia di Herman Shumlin (1944)
- Smarrimento (Nora Prentiss), regia di Vincent Sherman (1947)
- Benvenuto straniero! (Welcome Stranger), regia di Elliott Nugent (1947)
- Hollywood Wonderland, regia di Jack Scholl (1947) - cortometraggio
- Rivista di stelle (Variety Girl), regia di George Marshall (1947)
- Fiesta e sangue (Ride the Pink Horse), regia di Robert Montgomery (1947)
- I cari parenti (Miss Tatlock's Millions), regia di Richard Haydn (1948)
- My Own True Love, regia di Compton Bennett (1949)
- La colpa della signora Hunt (Song of Surrender), regia di Mitchell Leisen (1949)
- Il principe delle volpi (Prince of Foxes), regia di Henry King (1949)
- La spia del lago (Captain Carey, U.S.A.), regia di Mitchell Leisen (1950)
- Sierra, regia di Alfred E. Green (1950)
- L'ammiraglio di Walla Walla (The Admiral Was a Lady), regia di Albert S. Rogell (1950)
- Vagabondo a cavallo (Saddle Tramp), regia di Hugo Fregonese (1950)
- Il ribelle dalla maschera nera (The Highwayman), regia di Lesley Selander (1951)
- El Tigre (My Outlaw Brother), regia di Elliott Nugent (1951)
- Giustizia di popolo (Montana Territory), regia di Ray Nazarro (1952)
- Moloch il dio della vendetta (South of Algiers), regia di Jack Lee (1953)
- L'ultima resistenza (The Last Posse), regia di Alfred L. Werker (1953)
- Il mare dei vascelli perduti (Sea of Lost Ships), regia di Joseph Kane (1953)
- FBI operazione Las Vegas (Highway Dragnet), regia di Nathan H. Juran (1954)
- Gli sterminatori della prateria (The Black Dakotas), regia di Ray Nazarro (1954)
- Boy Who Caught a Crook, regia di Edward L. Cahn (1961)
- Johnny Cool, messaggero di morte (Johnny Cool), regia di William Asher (1963)
- Duello a Thunder Rock (Stage to Thunder Rock), regia di William F. Claxton (1964)
- One Minute Before Death, regia di Rogelio A. Gonzalez (1972)

### Televisione
- Lux Video Theatre – serie TV, 1 episodio (1950)
- The Bigelow Theatre – serie TV, 2 episodi (1951)
- Pulitzer Prize Playhouse – serie TV, 2 episodi (1951-1952)
- Robert Montgomery Presents – serie TV, 1 episodio (1952)
- Your Favorite Story – serie TV, 1 episodio (1953)
- ABC Album – serie TV, 2 episodi (1953)
- The Ford Television Theatre – serie TV, 2 episodi (1952-1953)
- The Revlon Mirror Theatre – serie TV, 1 episodio (1953)
- Schlitz Playhouse of Stars – serie TV, 1 episodio (1953)
- Climax! – serie TV, episodio 3x25 (1957)
- Telephone Time – serie TV, episodio 3x22 (1958)
- Carovane verso il West (Wagon Train) – serie TV, 1 episodio (1958)
- The Red Skelton Show – serie TV, 1 episodio (1959)
- Lock-Up – serie TV, episodio 1x35 (1960)
- Bat Masterson – serie TV, 1 episodio (1960)
- The Deputy – serie TV, 1 episodio (1961)
- The Lloyd Bridges Show – serie TV, 1 episodio (1963)
- Io e i miei tre figli (My Three Sons) – serie TV, episodio 9x14 (1969)
- Vita da strega (Bewitched) – serie TV, 1 episodio (1971)
- Sulle strade della California (Police Story) – serie TV, 1 episodio (1974)

## Doppiatrici italiane
- Miranda Bonansea in Fiesta e sangue, I cari parenti, Il principe delle volpi, Vagabondo a cavallo, Il mare dei vascelli perduti, FBI operazione Las Vegas, La spia del lago
- Germana Calderini in Benvenuto straniero
- Rosetta Calavetta in El Tigre
- Maria Pia Di Meo in Sierra
- Flaminia Jandolo in Duello a Thunder Rock